# Rhopilema nomadica
Rhopilema nomadica är en manetart som beskrevs av Galil, Spannier och Ferguson 1990. Rhopilema nomadica ingår i släktet Rhopilema och familjen Rhizostomatidae. Inga underarter finns listade i Catalogue of Life.